# 郤詵
郤詵（？—？），亦作郄詵，部分文獻寫成郗詵，字广基，济阴郡单父县（今山东省单县）人。西晉時期官員，官至雍州刺史。

## 生平
郤詵父親是郤晞，官至尚書左丞。郤诜早年曾得州郡禮召為官，但他都沒有應命，至晉武帝在泰始年間下詔州郡舉薦賢良直言之士，濟陰太守文立就舉薦了郤詵。當時晉武帝下詔策問一眾獲舉薦者，問題包括為何上古時代連文字也不需要，至夏商周三代時卻生出大量禮樂制度；自虞舜至夏朝各個賢德君主行事作風都有不同，而周朝衰落後孔子卻仍然推動恢復周禮，因循前例還是變易革新，有何不同；春秋時期雖無賢君，但先前制度尚在，加上諸侯霸政匡扶，為何王道沒有得到恢復，即使是管仲的智慧也僅能稱霸而矣，是霸主德行不夠還是時勢不容許呢；又以前人自喪亂中新建善政，雖然移風易俗卻不需要用嚴刑峻法，該是王道教化使然，問該如何達致，並逮及當前晉朝新得天下後之內政及外患問題該如何應對。郤詵一一回答其見解，並將讓晉達致善治之本定於建立推舉賢才的制度：舉得賢才有賞，舉任不當則有罰；只要官職能夠讓賢才選上擔當自然能建立新政，從而改善內政及外患問題。終他以策論第一而獲授任議郎，後以為母丁憂去職。後先後擔任征東參軍、尚書郎及車騎從事中郎。
後來，崔洪升任吏部尚書，並推薦郤詵代替自己任尚書左丞。郤詵後來卻因事奏劾崔洪，這令崔洪很生氣，認為他推薦郤詵而郤詵卻反過來彈劾自己，就像用箭射自己那麼自己害自己。郤詵聽聞後卻引昔日趙宣子選了韓厥做自己的司馬，在得知韓厥按照軍法處死了趙宣子的僕人後反而向一眾卿大夫說他得到韓厥為其盡心做事是值得祝賀一事，認為崔洪因才能而推舉自己為官，自己亦依官職本份做事，彼此都是公正處事，不明白崔洪為何會說那種話。崔洪聽後深感慚愧。後郤詵官至雍州刺史，在州公正嚴明，得眾人稱譽，終在任內去世。有子郤延登，任州別駕。

## 性格特徵
- 郤詵博學有異才，卻不拘細行，並以策論第一而獲授官，至出任雍州刺史前夕晉武帝為其送行時問他會將自己比作甚麼，他亦稱自己策論屬「天下第一」，就像桂樹林中一枝花、昆山中一塊玉（桂林一枝，昆山片玉）一樣。晉武帝聞言笑了，但侍中卻以此彈劾郤詵，武帝卻稱他是和郤詵開個玩笑，不必怪罪他。
- 母親患病時，郤詵一直無法弄得車子載母看病，及至母親去世後他不想只推車子運送靈柩，但又沒錢買馬，只得在家北邊牆外臨時為母下葬，其間每天早晚都對母拜哭，並用種蒜養雞等方法賺錢，終於在三年喪期過後才賺到足夠錢買了八匹馬將母親運到墓穴處並親自為母遷葬。

## 延伸阅读
[在维基数据编辑]
 《晉書/卷052》，出自房玄齡《晉書》